# Kill Bill
Kill Bill é um filme norte-americano de 2003 e 2004 do roteirista e diretor Quentin Tarantino. Originalmente concebido como um único filme, foi lançado em dois volumes (nos EUA, Kill Bill: Volume 1 no outono de 2003 e Kill Bill: Volume 2 na primavera de 2004), devido à sua duração de aproximadamente quatro horas. O filme é um drama fictício de vingança, que homenageia antigos gêneros, tais como filmes afro-americanos Blaxploitation de gênero Exploitation, filmes antigos asiáticos de kung fu, filmes japoneses de samurai, western spaghetti italiano, trash, anime, uma grande referência à música popular e cultura pop; e alta violência deliberada.
As gravações ocorreram nos Estados Unidos, México, Japão e China. Kill Bill conta a história de vingança de Beatrix Kiddo, interpretada por Uma Thurman, contra seus ex-parceiros do Esquadrão Assassino de Víboras Mortais, que tentaram assassiná-la no dia do ensaio do seu casamento. O filme foi lançado em DVD nos EUA em 13 de abril de 2004, no Brasil o filme só chegou em 25 de setembro, já em Portugal, o filme foi lançado em um Box Duplo em 7 de outubro do mesmo ano.

## Sinopse
Kill Bill conta a história de vingança da Noiva/Beatrix Kiddo (The Bride/Beatrix Kiddo) interpretada por Uma Thurman contra seus ex-parceiros do Deadly Viper Assassination Squad (Esquadrão Assassino de Víboras Mortais)". Há várias referências à cultura pop, ao subgênero western spaghetti, trash, blaxploitation, anime e filmes antigos asiáticos de samurai e kung fu (Wuxia).
Quentin Tarantino ofereceu a protagonista de Kill Bill a Uma Thurman em 2000, como presente de aniversário de 30 anos. O diretor teve a ideia do roteiro quando realizou Pulp Fiction, também estrelado pela atriz.

## Estrutura
Kill Bill está dividido em 10 capítulos (5 por volume) e, como costuma ocorrer com filmes do diretor Tarantino, é contado fora de ordem cronológica:
| Ordem do Filme                                  | Ordem Cronológica                               |
| ----------------------------------------------- | ----------------------------------------------- |
| Capítulo 1: (2)                                 | Capítulo 8: O Cruel Treinamento de Pai Mei      |
| Capítulo 2: A Noiva Ensangüentada               | Capítulo 6: Massacre em Two Pines               |
| Capítulo 3: A Origem de O-Ren                   | Capítulo 2: A Noiva Ensangüentada               |
| Capítulo 4: O Homem de Okinawa                  | Capítulo 3: A Origem de O-Ren                   |
| Capítulo 5: Confronto na Casa das Folhas Azuis  | Capítulo 4: O Homem de Okinawa                  |
| Capítulo 6: Massacre em Two Pines               | Capítulo 5: Confronto na Casa das Folhas Azuis  |
| Capítulo 7: O Solitário Túmulo de Paula Schultz | Capítulo 1: (2)                                 |
| Capítulo 8: O Cruel Treinamento de Pai Mei      | Capítulo 7: O Solitário Túmulo de Paula Schultz |
| Capítulo 9: Elle e Eu                           | Capítulo 9: Elle e Eu                           |
| Capítulo 10: Cara a Cara                        | Capítulo 10: Cara a Cara                        |

## Resumo

### Kill Bill: Volume 1
O filme começa uma luta e com a mulher com um homem, Bill, caminhando, no chão há cápsulas de balas e vários corpos, ele vai até Beatrix, que está ensanguentada e ferida, e lhe dá um tiro na cabeça, deixando-a para morrer.
Nesta primeira parte o diretor exerce seu poder ao criar uma obra com violência caricata impressionante. Há pitadas de humor e muita ação. Inicia com um provérbio já denunciando o tom do filme: "Revenge is a dish best served cold.", algo como "A vingança é um prato que se serve frio".
Ou seja, é um filme sobre vingança. Esta parte da obra mostra a vingança da Noiva contra Vernita Green (Vivica A. Fox) e O-Ren Ishii (Lucy Liu). Há explicações de o que aconteceu após ela ficar 4 anos em coma, sobre o passado de O-Ren Ishii (em anime), onde ela conseguiu a espada Hattori Hanzo e cenas de luta bem coreografadas com destaque para a travada contra Go-Go Yubari (Chiaki Kuriyama), além de uma apresentação musical do grupo de rock japonês, "The 5.6.7.8's".

### Kill Bill: Volume 2
O volume 2, diferentemente da primeira parte, possui menos cenas violentas; há uma preferência pelas falas dos personagens, uma das característica do diretor Tarantino. Neste filme a lista da Noiva vai diminuindo, começando por Budd (Michael Madsen) e Elle Driver (Daryl Hannah).
Descobrimos também o nome verdadeiro da Noiva, como ela aprendeu a manejar uma espada em cenas muito bem humoradas com o mestre Pai Mei (Gordon Liu) e também vemos a personagem principal ser enterrada viva. O destaque fica para o confronto com Bill no final do filme, interpretado por David Carradine e também pela atuação da estreante Perla Haney-Jardine no papel de B.B.

## Elenco
| Ator                      | Papel                                          | Vol. 1 | Vol. 2 |
| ------------------------- | ---------------------------------------------- | ------ | ------ |
| Uma Thurman               | Beatrix Kiddo / Mamba Negra/ A Noiva           | •      | •      |
| David Carradine           | Bill / Encantador de Cobras                    | •      | •      |
| Lucy Liu                  | O-Ren Ishii / Boca de Algodão                  | •      |        |
| Daryl Hannah              | Elle Driver / Cobra Californiana               | •      | •      |
| Michael Madsen            | Budd / Cascavel                                | •      | •      |
| Vivica A. Fox             | Vernita Green / Cabeça de Cobre / Jeannie Bell | •      |        |
| Sonny Chiba               | Hattori Hanzō                                  | •      | •      |
| Gordon Liu (Liu Chia-Hui) | Johnny Mo Pai Mei                              | •      | •      |
| Julie Dreyfus             | Sofie Fatale                                   | •      |        |
| Chiaki Kuriyama           | Gogo Yubari                                    | •      |        |
| Michael Parks             | Earl McGraw Esteban Vihaio                     | •      | •      |
| Michael Bowen             | Buck                                           | •      |        |
| Jun Kunimura              | Boss Tanaka                                    | •      |        |
| Christopher Allen Nelson  | Tommy Plympton                                 | •      | •      |
| Bo Svenson                | Reverend Harmony                               |        | •      |
| Samuel L. Jackson         | Rufus                                          |        | •      |
| Larry Bishop              | Larry Gomez                                    |        | •      |
| Laura Cayouette           | Rocket                                         |        | •      |
| Perla Haney-Jardine       | B.B.                                           |        | •      |
| Ambrosia Kelley           | Nikki Bell                                     | •      |        |
| Helen Kim                 | Karen Kim                                      |        | •      |

## Recepção da crítica
Kill Bill: Vol. 1 teve recepção geralmente favorável por parte da crítica especializada. Com base de 43 avaliações profissionais, alcançou uma pontuação de 69% no Metacritic. O Vol. 2 alcançou o índice aclamativo de 83%.

## Influências
Toda a história de Kill Bill - uma mulher que busca vingança de um grupo de pessoas, marcando-as em uma lista e matando um por um - é adaptado do filme japonês de 1973 Lady Snowblood, no qual uma mulher mata a gangue que assassinou sua família. O jornal britânico The Guardian comentou que Lady Snowblood foi "praticamente um modelo para todo o Kill Bill Volume 1".
O enredo é bastante semelhante ao filme A Noiva Estava de Preto (1968), de François Truffaut, no qual cinco homens tornam uma jovem viúva no dia de seu casamento. Ela quer vingança, matando metodicamente cada um dos cinco homens usando vários métodos.
Kill Bill presta homenagem ao western spaghetti, blaxploitation, "wuxia" chinês e filmes japoneses de artes marciais, e filmes de kung fu dos anos 60 e 70. Este último gênero, que foi produzido em grande parte pelos Shaw Brothers, é dado como óbvio pela inclusão do logo Shaw Scope logo no começo de Kill Bill: Volume 1.
Um influente filme de exploração que Tarantino mencionou em entrevistas é o sueco Thriller - En Grym Film, lançado nos EUA como They Call Her One Eye. Tarantino recomendou que a atriz Daryl Hannah assistisse o filme para se preparar para seu papel como a assassina de um olho Elle Driver.
A série japonesa de mangá e filmes Lobo Solitário e Filhote são ecoadas nos personagens de A Noiva e sua filha. A versão de compilação americanizada de Shogun Assassin, é na verdade vista pelas duas personagens.
Os créditos finais de Kill Bill: Vol 2 incluem uma pequena lista de diretores, escritores e atores, sob o título "RIP", incluindo Sergio Leone, Sergio Corbucci, Lee Van Cleef, e de vários diretores de artes marciais.

### Prêmios
Cada filme foi indicado ao Globo de Ouro. Uma Thurman recebeu uma indicação para melhor atriz - drama em 2004 e em 2005 por seu trabalho no Volume 1 e Volume 2. David Carradine recebeu uma indicação para melhor ator coadjuvante em 2005 pelo Volume 2. O filme foi muito popular no MTV Movie Awards. No MTV Movie Awards de 2004, Uma Thurman venceu melhor atriz pelo Volume 1, Lucy Liu venceu Melhor Vilão no Volume 1 e a luta entre A Noiva e Gogo Yubari venceu melhor luta. No MTV Movie Awards de 2005, Kill Bill Vol. 2 foi indicado para melhor filme, Thurman foi indicada para melhor atriz, e a luta entre A Noiva e Elle Driver também ganhou Melhor Luta. Uma Thurman também recebeu um Saturn Award por sua atuação no Volume 1.

### Música
Como é comum em filmes de Tarantino, Kill Bill apresenta uma trilha sonora eclética, composta de muitos gêneros musicais. Nas duas trilhas sonoras, as músicas variam de música country para seleções de spaghetti western pontuada por Ennio Morricone. O tema de Bernard Herrmann do filme Twisted Nerve é assobiado pela temível Elle Driver na cena do hospital. Quando A Noiva entra na Casa das Folhas Azuis, o grupo go-go The 5.6.7.8's toca "I Walk Like Jayne Mansfield", "I'm Blue" e "Woo Hoo". A conexão com Lady Snowblood é ainda estabelecida pelo uso de "The Flower of Carnage" no tema final do filme e tambem nao podemos esquecer Gheorghe Zamfir The na bela canção "Lonely Shepherd". Também toca a música "Shot Me Down", no começo do Vol. 1.
Em geral as músicas de ambos os volumes apresentam um ritmo pesado de deixar arrepiado que combina muito com o filme o que também justifica o fato da trilha sonora ter sido tão aclamada e considerada por muitos uma das melhores dos últimos tempos.

#### Trilha sonora
Kill Bill volume 1
1. Nancy Sinatra - Bang Bang (My Baby shot me Down)
2. Charlie Feathers - That Certain Female
3. Luis Bacalov - The Grand Duel (Parte Prima)
4. Bernard Herrmann - Twisted Nerve
5. Lucy Liu and Julie Dreyfus - Queen of the Crime Council
6. Vince Tempera & Orchestra featuring The RZA - Ode to Oren Ishii (aka 7 Notes in Black)
7. Isaac Hayes - Run, Fay, Run
8. Al Hirt - Green Hornet
9. Tomoyasu Hotei - Battle without Honor or Humanity
10. Santa Esmeralda starring Leroy Gomez - Don't let me be Misunderstood (Esmeralda Suite)
11. The 5.6.7.8's - Woo Hoo
12. The RZA - Crane / Charles Bernstein - White Lightning
13. Meiko Kaji - The Flower of Carnage (Dai Gyakusatsu no Hana)
14. James Last & Gheorghe Zamfir - The Lonely Shepherd
15. David Carradine, Julie Dreyfus and Uma Thurman - You're my Wicked Life
16. Quincy Jones - Ironside (excerpt)
17. Neu! - Super 16 (excerpt)
18. The RZA - Yakuza Oren 1
19. The RZA - Banister Fight
20. The RZA - Flip Stings
21. The RZA - Sword Swings
22. The RZA - Axe Throws

Kill Bill volume 2
1. Uma Thurman - A Few Words from the Bride
2. Shivaree - Goodnight Moon
3. Ennio Morricone - Il Tramonto
4. Charlie Feathers - Can't Hardly stand it
5. Lole y Manuel - Tu Mirá (edit)
6. Luis Bacalov - The Summertime Killer
7. Alan Reeves, Phil Steele and Philip Brigham - The Chase
8. David Carradine and Uma Thurman - The Legend of Pai Mei
9. Ennio Morricone - L'Arena
10. Johnny Cash - A Satisfied Mind
11. Ennio Morricone - A Silhouette of Doom
12. Malcolm McLaren - About Her
13. David Carradine and Uma Thurman - Truly and Utterly Bill
14. Chingon - Malagueña Salerosa
15. Meiko Kaji - Urami Bushi / The Wu-Tang Clan - Black Mamba

## Lançamentos

### Lançamento em DVD
Nos Estados Unidos, Kill Bill: Volume 1 foi lançado em DVD, em 13 de abril de 2004 enquanto o Volume 2 foi lançado em 10 de agosto de 2004. Em maio de 2008, só os DVDs básicos foram lançados, quase sem material especial.
Em uma entrevista de 2005, Tarantino dirigiu-se à falta de uma edição especial. "Eu tenho interesse, pois trabalho há tanto tempo nisso, que eu só queria um ano fora de Kill Bill e, em seguida, vou fazer um grande pacote suplementar em DVD".
Os Estados Unidos não tem um DVD embalado conjunto do Kill Bill, embora o box dos dois volumes separados estejam disponíveis em outros países, como França, Japão e Reino Unido. Após o lançamento do Volume 2 nos EUA, no entanto, a Best Buy ofereceu um box exclusivo para casa dos dois volumes juntos.
O trabalho parece ser contínuo sobre o lançamento de uma edição especial sobre Uma Thurman comentando para MTV em abril de 2008 que "Agora ele está colocando os dois filmes juntos com um intervalo com uma sequência em anime que ele já tinha escrito. Logo, novas histórias estão lá, em animação."

### Edição japonesa
Enquanto a edição americana mostra parte da violenta batalha na "Casa das Folhas Azuis" em preto-e-branco, a versão japonesa nos mostra tudo em cores. Além disso, a edição japonesa inclui muitos extras de violência distribuidos ao longo do filme, principalmente na sequência em anime e no confronto na "Casa das Folhas Azuis". Além disso, a fita japonesa também mostra a Noiva cortando o outro braço de Sofie Fatale durante seu interrogatório. Alguns dizem que há um erro de continuidade porque parece que o braço de Sofie ainda está com ela quando ela está rolando pelo monte, mas na verdade são torniquetes, aplicados pela Noiva para se certificar de que Sofie não sangre até a morte. Estes cortes foram feitos para a versão dos Estados Unidos, a fim de evitar uma classificação para 17 anos.
Em Kill Bill: Volume 2, o único extra na fita japonesa é um de 45 segundos do bordel mexicano, mostrando basicamente filmagens extra da configuração.
A citação "Vingança é um prato que se come frio" (sendo atribuído como um antigo provérbio klingon, em referência a Star Trek II: The Wrath of Khan) no começo do Volume 1, foi substituída por um tributo ao cineasta japonês Kinji Fukasaku:
| “ | Este filme é dedicado ao principal cineasta. Kinji Fukasaku 1930-2003 | ” |